# Союз комуністів Хорватії
Союз комуністів Хорватії (сербохорв. Savez komunista Hrvatske, Савез комуниста Хрватске) — комуністична партія Хорватії. Правляча партія СР Хорватії у 1944-1990 роках, підпорядкована Союзу комуністів Югославії. 

## Заснування
Після повернення до Югославії Йосип Броз Тіто сформував підпільну групу, яка склала основу Комуністичної партії Хорватії. Установчий з'їзд відбувся вночі з 1 на 2 серпня 1937 року у Самоборі. Були присутні 16 делегатів, які представляли партійні організації Осієка, Спліта, Сисака, Сушака, Вараждина та Загреба. Після перемоги Тіто партія вийшла з підпілля і зайняла провідне становище у складі Комуністичної партії Югославії.

## Члени
У 1981 році Союз комуністів Хорватії нараховував 348 054 членів.
У січні 1990 року делегація СКХ разом з делегацією СК Словенії покинула 14-й з'їзд Союзу комуністів Югославії. Тим самим СКХ відокремився від партії.
На початку 1990 року Союз комуністів Хорватії змінив назву на Союз комуністів Хорватії — Партія демократичних змін. На перших багатопартійних виборах у Хорватії СКХ отримав 35 % голосів і 107 депутатів.
З 1994 року партія знову змінила назву на Соціал-демократична партія Хорватії (СДП).